# Лаппо, Сергей Дмитриевич
Сергей Дмитриевич Лаппо (1895, Чистополь Казанской губернии — 1972, Москва) — русский военный моряк, гидрограф, исследователь Арктики. Доктор географических наук, профессор Московского государственного университета. Председатель Гидрологической комиссии Московского филиала Географического общества СССР. Редактор научных сборников «Океаны и моря» и «Мировой океан». Участник Моонзундского сражения (1917).

## Биография
Родился в городе Чистополь Казанской губернии, в семье учителя из Красноярска. Его отец, окончивший Казанский университет, попал в Сибирь за участие в студенческих беспорядках.
Уже в ходе Первой мировой войны, в 1916 году, Сергей Лаппо окончил Морской кадетский корпус в Петрограде и в звании мичмана получил назначение на линкор «Цесаревич» (Балтийский флот). Это был последний выпуск Морского корпуса в Российской империи.
Линкор «Цесаревич» под новым именем «Гражданин» принял участие в Моонзундском сражении (1917), и молодой мичман Лаппо прошёл боевое крещение. Ещё во время боёв у острова Эзеля (Сааремаа) в Моонзундском архипелаге он познакомился со знаменитым русским полярным исследователем Б. А. Вилькицким (1885—1961), и это знакомство во многом определило его судьбу. Сергей Лаппо решил посвятить жизнь Арктике.
После революции 1917 года бывший морской офицер Лаппо остался в Советской России.
В первую советскую арктическую навигацию 1920 года Сергей Лаппо в составе отдельного Обь-Енисейского гидрографического отряда принимал в Обской губе пришедшие из Архангельска суда «Хлебной экспедиции», целью которой была доставка из Сибири продовольствия для северных районов Поморья. Перегрузка его с речных судов на морские осуществлялась в Обской губе в необорудованной бухте, мелководной и открытой ветрам. Экипажам парохода «Орлик» и баржи «Пур», входившим в состав Обской гидрографической партии, был поручен поиск более подходящего места. Возглавил группу опытный полярный штурман А. И. Осипов, под руководством которого Лаппо начал свою долгую арктическую службу. С большим трудом удалось провести гидрографические работы и найти защищённую с моря достаточно просторную и глубокую бухту. Новое перегрузочное место получило название Новый Порт. Последующие три года Лаппо с товарищами по гидрографическому отряду обеспечивал промерами строительные работы по подготовке прохода океанских судов.
Дальнейший период в жизни Лаппо имеет трагический поворот. Проживающий в то время в Омске (Пролетарская ул., д. 17), 16 августа 1924 года он был арестован по ложному доносу, два месяца содержался под стражей и 15 октября 1924 года был приговорён Военным трибуналом Сибирского военного округа к трём годам лишения свободы «за антисоветскую агитацию» (реабилитирован только в июне 2005 года). Уникальный практический опыт Лаппо в итоге оказался всё же востребованным, и его прошлое бывшего царского офицера в дальнейшем не привлекало внимания органов НКВД.
В последующем Лаппо стал помощником начальника Карских экспедиций, в 1930—1931 годах вёл гидрографические работы в Гыданском заливе и при строительстве портов в Игарке и Тикси, в 1933 году возглавлял гидрологический отряд Лено-Хатангской экспедиции на моторном боте «Пионер», проведший ценные наблюдения в бухте Нордвик, Хатангском заливе и дельте Лены.
С 1934 года — учёный секретарь Междуведомственного бюро ледовых прогнозов при Главсевморпути.
В 1936 году Лаппо руководил гидрографическими работами на шхуне «Политотделец» у восточного побережья Новой Земли. Исследования, проведённые этой экспедицией, по своей значимости стоят в одном ряду с исследованиями П. К. Пахтусова, В. А. Русанова, Р. Л. Самойловича. На карту были положены многие километры восточного берега северного острова Новой Земли, острова, проливы, заливы. Одна из бухт была названа именем шхуны «Политотделец». Этот рейс «Политотдельца» оказался единственным — зимой 1937 года он наскочил на камни около острова Колгуев.
С 1938 года началась работа Лаппо в Арктическом институте, где он возглавил «службу льда и погоды». Им опубликовано несколько десятков научных работ, в годы Великой Отечественной войны защищена кандидатская диссертация (1942), в которой разработан новый метод прогнозирования ледовитости на основе осенних метеопризнаков.
В военный период работал в штабе морских проводок Северного морского пути, обеспечивая движение морских войсковых транспортов и боевых кораблей.
После войны, в 1946 году вместе с Н. Зубовым, П. Гордиенко, Д. Карелиным участвовал в первой авиационной разведке по трассе Северного морского пути. Работы по ледовой авиаразведке были продолжены и в последующие годы (1946—1957).
Затем, переехав в Москву, Лаппо полностью переключился на научную работу: стал профессором, преподавателем Московского университета, председателем гидрологической комиссии Географического общества СССР, редактором научных сборников «Океаны и моря» и «Мировой Океан».
Умер в июле 1972 года в Москве, похоронен на Пятницком кладбище (участок 18).
Награждён медалью «За трудовую доблесть» (03.05.1940) — «за выдающиеся заслуги в деле освоения Северного Морского Пути и районов Крайнего Севера, а также за образцовую и самоотверженную работу в период арктических навигаций 1938 и 1939 годов».

## Семья
- Дочь Руфина (Максимова) (1924—2002) — руководящий работник в промышленности, награждена орденом «Знак почёта», персональный пенсионер республиканского значения.
- Дочь Ксения (1926—1987).
- Сын Александр (1929—2001) — руководящий работник исполнительной власти.
- Сын Сергей (1938—2006) — океанолог, член-корреспондент РАН.

## Научный вклад
Автор работ по долгосрочному прогнозированию ледовитости, влиянию на ледовитость арктических морей различных факторов, в частности температуры воздуха.

## Память
Имя Сергея Дмитриевича Лаппо носят несколько географических объектов:
- Полуостров в море Лаптевых на полуострове Таймыр[3] и мыс севернее бухты Прончищевой на Таймыре. Названы по предложению Хатангской гидробазы, Хатангского райсовета и ГП ММФ. Названия утверждены решением Красноярского крайисполкома от 2 марта 1973 года.
- Мыс на северо-западе острова Малый Бегичев в Хатангском заливе (море Лаптевых).

## Сочинения
- Океанографический справочник арктических морей СССР.
- Справочная книжка полярника: Краткие сведения об океанографии, климате, животном мире и населении Арктики / С. Д. Лаппо. — М.: изд. и тип. Изд-ва Главсевморпути, 1945.